# フリードリヒ・ゼルチュルナー

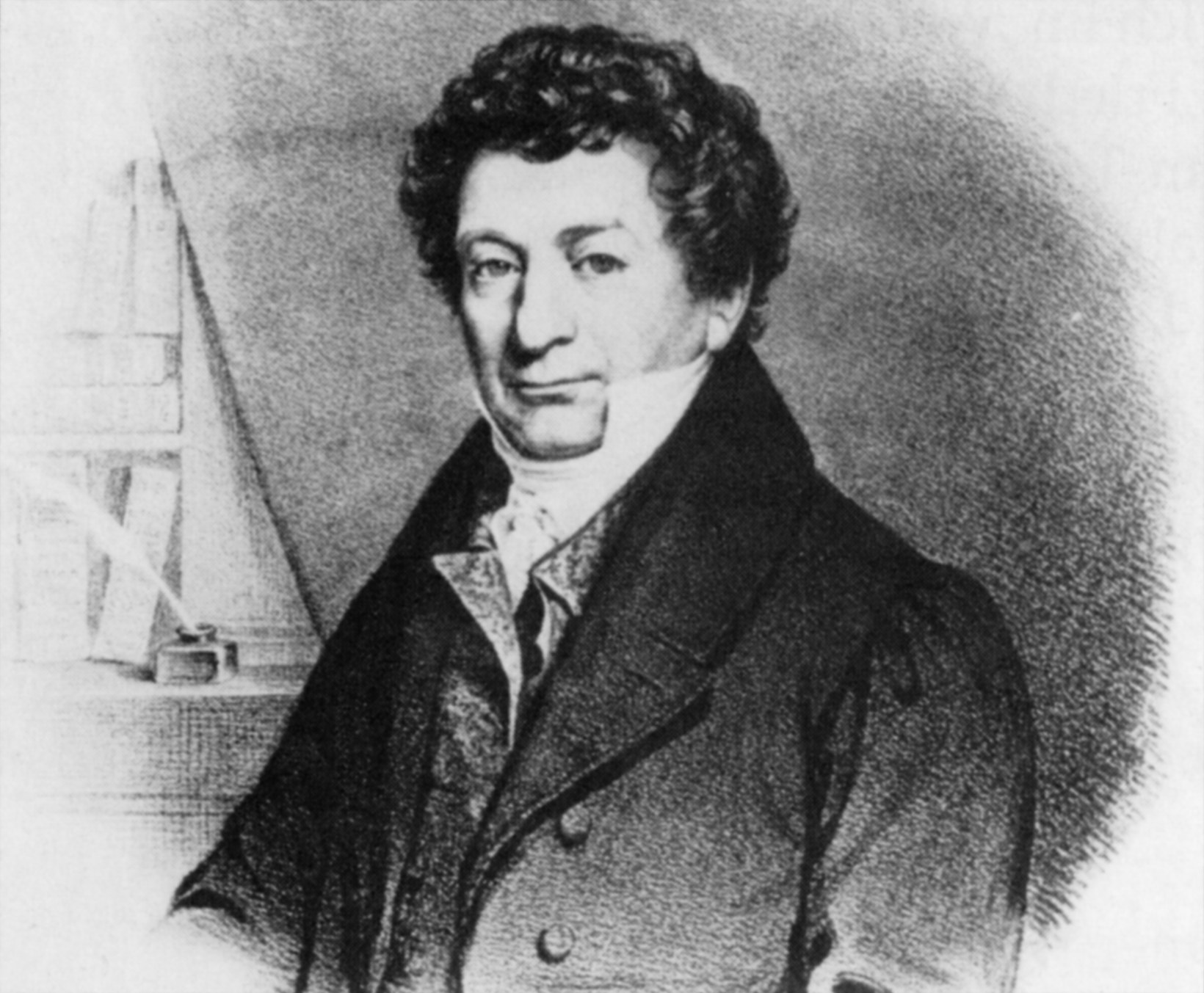
フリードリヒ・ゼルチュルナー

フリードリヒ・ヴィルヘルム・アダム・ゼルチュルナー（Friedrich Wilhelm Adam Sertürner、1783年6月19日 - 1841年2月20日）は、ドイツの薬剤師である。1804年に阿片からモルヒネの単離に成功した。

## 人物
ドイツ中西部のノルトライン＝ヴェストファーレン州パーダーボルンに生まれた。1803年から1804年の間、薬剤師フランツ・アントン・クラーマー（Franz Anton Cramer）の助手として阿片からモルヒネを単離して、ギリシャ神話からモルヒネと命名した。生薬から有効成分が単離されたのは初めてのことである。
1809年にアインベックに薬局を開き、1822年にはヨハン・フリードリヒ・ヴェストルンプ（Johann Friedrich Westrumb）の後をついでハーメルンの薬局で働いた。自らもうつ状態になるとモルヒネを服用し、中毒に苦しんだ。
アインベックの博物館にはゼルチュルナーに関する展示があり、ゼルチュルナーの名前をつけられた通りや病院が各地にある。